# Marinski Posad
Marinski Posad (en ruso: Мариинский Посад ; en chuvasio: Сĕнтĕрвăрри) es una ciudad de la república de Chuvasia, en Rusia, centro administrativo del raión homónimo. Está situada en la orilla derecha del Volga, a 36 km (43 km por carretera) al este de Cheboksary, la capital de la república. Su población contaba 10.127 habitantes en 2009.

## Historia
Marinski Posad se desarrolló a partir de un pueblo de nombre Sundyr (Сундырь), fundado en 1620, cuyo nombre viene del río Sundyrka, un afluente del Volga. Se rebautizó como Marinski Posad al serle otorgado el estatus de ciudad en 1856 por la emperatriz consorte Maria Aleksándrovna.

## Demografía
| 1897  | 1939  | 1959  | 1970   | 1979   | 1989   | 2002   | 2008   |
| ----- | ----- | ----- | ------ | ------ | ------ | ------ | ------ |
| 5 000 | 7 200 | 8 800 | 10 200 | 10 000 | 10 400 | 10 273 | 10 139 |

## Cultura y lugares de interés
Entre otros edificios cabe destacar la iglesia de la Trinidad (Троицкий собор, de 1775; reformada drásticamente en 1903), así como la iglesia de la Madre de Dios de Kazán (Казанская церковь, de 1761; ampliada en 1899).

## Economía

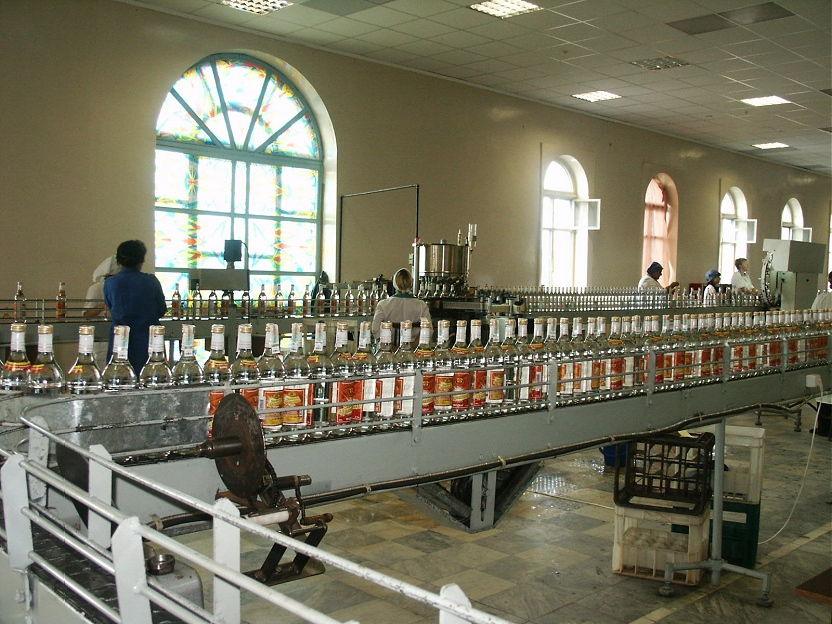
Destilería en Marinski Posad.

Marinski Posad cuenta con fábricas de productos alimentarios, de mecánica y materiales para la construcción, una fábrica de cables, una destilería y talleres de reparación del automóvil.
Los alrededores poseen una rica vida salvaje, protegida en varios parques y reservas, que convierten a la localidad en un destino popular para el ecoturismo.